# Henry Lee Lucas
Henry Lee Lucas (Blacksburg, 23 augustus 1936 – Huntsville, 13 maart 2001) was een Amerikaans crimineel. Alhoewel hij eerst een groot aantal moorden bekende, trok hij deze verklaring later in.
Bronnen beweren dat 350 moorden door hem gepleegd zijn. Rechercheur Brad Shellady beweert dat Lucas vanaf zijn vrijlating uit de gevangenis in 1975 tot aan zijn arrestatie halverwege 1983 drieduizend moorden zou hebben gepleegd, wat gelijkstaat aan ongeveer één per dag.
In de Netflix-documentaire The Confession Killer worden grote vraagtekens geplaatst bij het grote aantal moorden dat Lucas bekende. Van twintig moorden die hij bekende is inmiddels een andere dader gevonden. Daarbij is duidelijk dat Lucas geen vast type slachtoffer had, noch een vaste modus operandi, wat seriemoordenaars typeert. Van meerdere door hem bekende moorden is bekend dat hij die niet gepleegd kán hebben, omdat er bewijs is dat hij op het tijdstip van de moord ergens anders was. De serie schetst een beeld van een falend opsporingsapparaat, dat meer uit is op bekentenissen, dan op de waarheid.

## Leven
Lucas werd op 23 augustus 1936 geboren te Blacksburg, Virginia. Hij omschreef zijn moeder Viola als geweldslustige prostituee. Zijn vader Anderson, voormalig spoorwegmedewerker die zijn beide benen had verloren na overreden te zijn door een goederentrein, was alcoholist en zou net als Henry onder de minachting en wreedheid van Viola lijden. Henry beweerde net als zijn halfbroer regelmatig door Viola te zijn geslagen, zonder dat daarvoor enige reden was. Hij lag een keer drie dagen in een coma nadat zijn moeder hem had bewerkt met een houten plank. Verder was Lucas ervan getuige dat zijn moeder geslachtsgemeenschap had met een groot aantal onbekende mannen. Toen hij van vrienden van zijn vader een pony kreeg, moest hij toezien hoe het dier door zijn moeder werd afgeschoten. 
Lucas beweerde sinds het begin van zijn puberteit in aanraking te zijn gekomen met het voor het plezier mishandelen en doden van dieren. Tijdens een gevecht met zijn halfbroer verloor hij een van zijn ogen (mede doordat hij de ontstane verwonding verwaarloosde), waardoor hij de rest van zijn leven een glazen oog droeg. Zijn eerste moord beging hij in 1951, op vijftienjarige leeftijd, toen hij een meisje wurgde nadat hij door haar was afgewezen. In 1954 werd hij veroordeeld voor inbraak in en rond Richmond (Virginia) en kreeg zes jaar gevangenisstraf opgelegd. Tijdens zijn verblijf in de cel is hij ontsnapt, maar werd weer gearresteerd en uiteindelijk vrijgelaten in 1959.
Aan het einde van 1959 verhuisde hij naar Tecumseh (Michigan) om bij zijn halfzus Opal te gaan wonen. Daar verloofde hij zich met een meisje, maar zijn moeder keurde zijn verloofde niet goed en beval hem terug te keren naar Virginia. Op 11 januari 1960 vermoordde Henry zijn moeder, vermoedelijk uit woede omdat zij zich tegen zijn verloofde had gekeerd. Hij beweerde na een avondje stappen door zijn moeder uit zijn slaap te zijn gewekt en vervolgens met een bezem geslagen te zijn. Hij stak daarop zijn moeder neer met een mes. Hij vluchtte per auto naar Virginia, maar werd later in Ohio opgepakt vanwege het arrestatiebevel dat in Michigan was uitgevaardigd. Tijdens de rechtszaak beweerde hij te hebben gehandeld uit zelfverdediging, maar hij werd desondanks veroordeeld tot een gevangenisstraf van 24 jaar. Hij kwam vrij na vijftien jaar cel, op 22 augustus 1975. In december 1975 huwde hij zijn nicht Betty (die weduwe was), maar die scheidde van hem in 1977.
Ergens tussen 1976 en 1978 ontmoette hij Ottis Toole, medeplichtige in een groot aantal moorden, met wie hij ook een seksuele relatie aanknoopte. In juni 1983 werd Henry gearresteerd, eerst alleen vanwege het overtreden van de vuurwapenwet. Al gauw werd hij van diverse moorden beschuldigd en na slechts enkele dagen cel bekende hij enkele daarvan. Hij hoopte zo zijn verblijf in de cel, dat hij vanaf zijn arrestatie als inhumaan omschreef, te verbeteren. Na vele veroordelingen en invrijheidstellingen werd hij uiteindelijk veroordeeld tot de doodstraf.
Op 26 juni 1998 zette toenmalig gouverneur van Texas George W. Bush zijn doodstraf om in levenslang zonder mogelijkheid op vervroegde invrijheidstelling. Er bestond te veel twijfel omtrent de aanklacht die had geleid tot zijn veroordeling tot de doodstraf. Op 13 maart 2001 overleed Lucas in de gevangenis als gevolg van hartfalen.